# Villanueva de los Caballeros
Villanueva de los Caballeros ist ein nordspanisches Dorf und Hauptort einer Gemeinde (municipio) mit 157 Einwohnern (Stand: 2024) in der Provinz Valladolid in der Autonomen Gemeinschaft Kastilien-León. 

## Lage und Klima
Villanueva de los Caballeros liegt in der Region Tierra de Campos auf der kastilischen Hochebene in einer Höhe von ca. 710 m. Die Provinzhauptstadt Valladolid befindet sich mit ihrem Stadtzentrum etwa 43 Kilometer (Fahrtstrecke) ostsüdöstlich. 
Das Klima im Winter ist durchaus kalt, im Sommer dagegen warm bis heiß; die eher spärlichen Regenfälle (ca. 493 mm/Jahr) fallen überwiegend im Winterhalbjahr.

## Bevölkerungsentwicklung
| Jahr      | 1970 | 1981 | 1991 | 2001 | 2011 | 2021 |
| Einwohner | 508  | 351  | 326  | 257  | 223  | 178  |

## Sehenswürdigkeiten
- Peterskirche (Iglesia de San Pedro Apóstol)

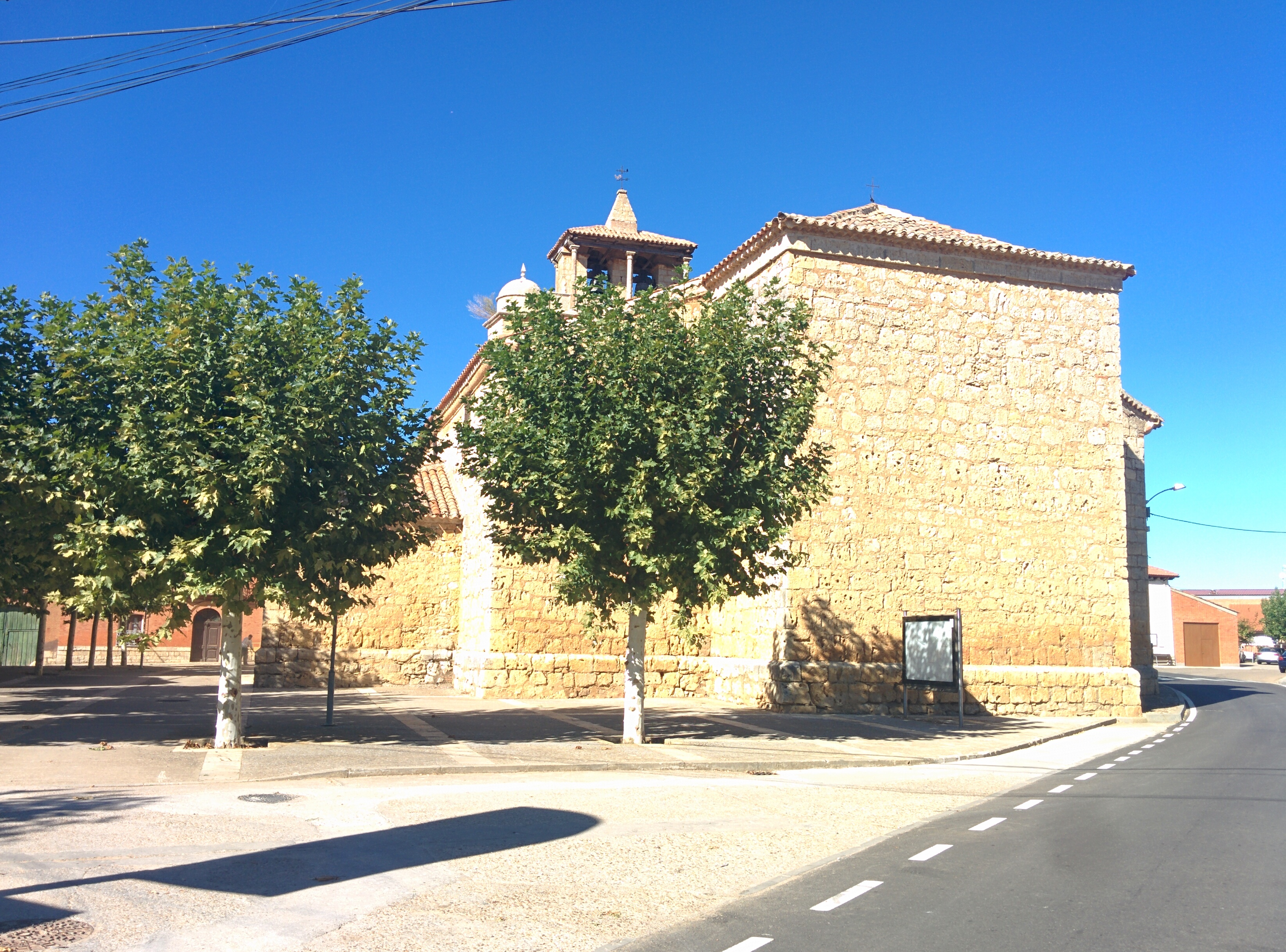
Peterskirche
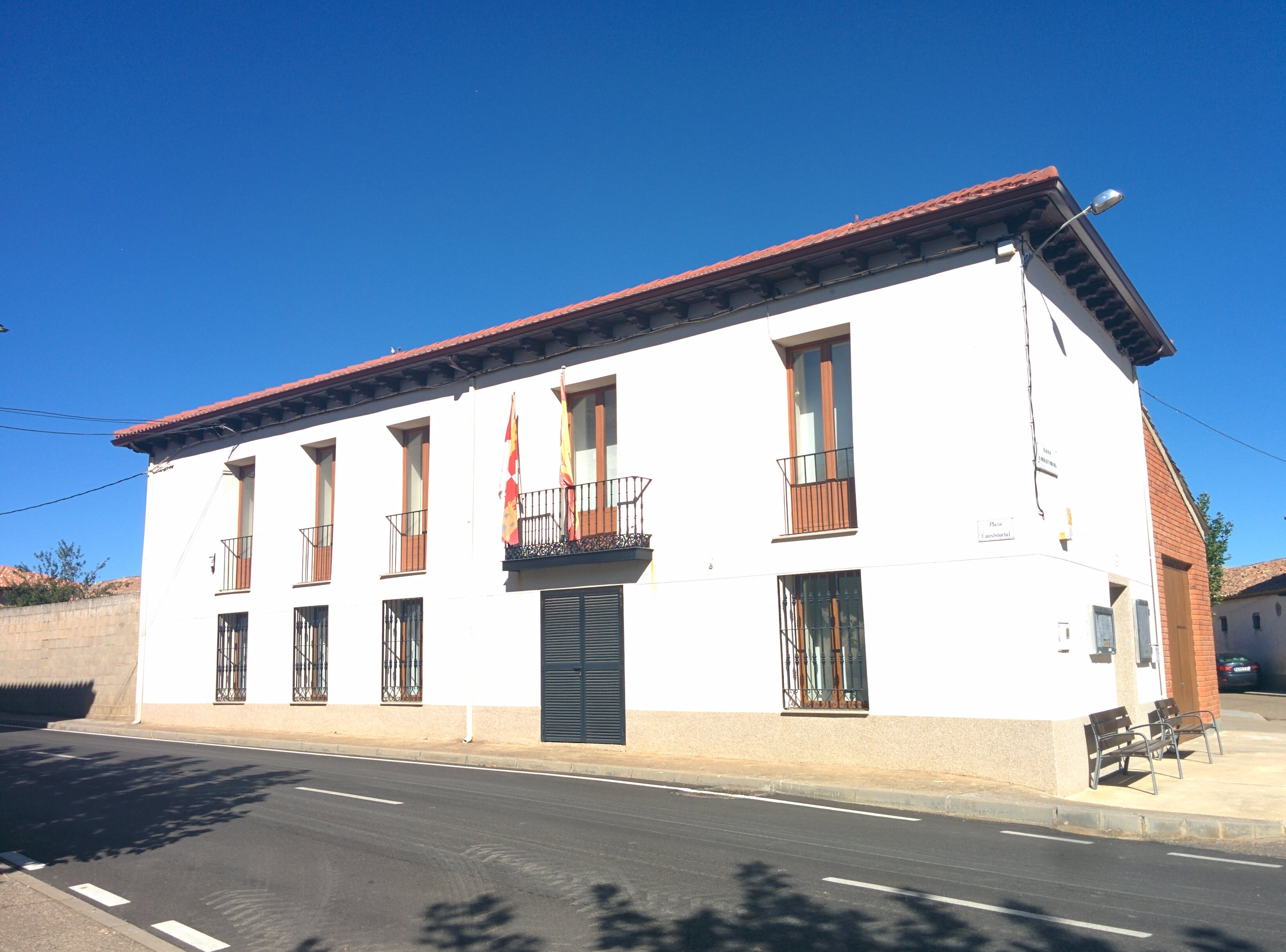
Rathaus